# Gąska topolowa

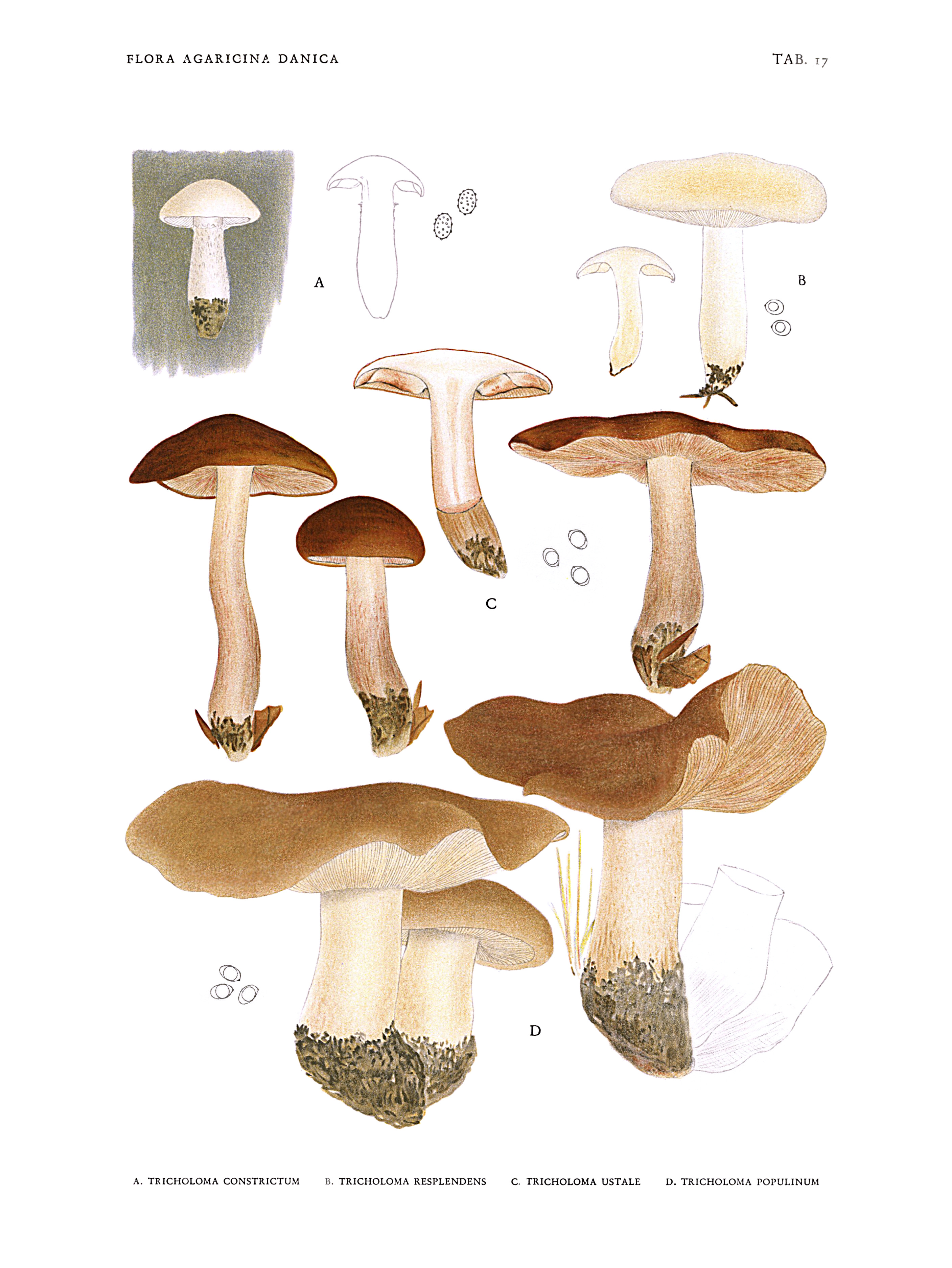

Gąska topolowa (Tricholoma populinum J.E. Lange) – gatunek grzybów należący do rodziny gąskowatych (Tricholomataceae).

## Systematyka i nazewnictwo
Pozycja w klasyfikacji według Index Fungorum: Tricholoma, Tricholomataceae, Agaricales, Agaricomycetidae, Agaricomycetes, Agaricomycotina, Basidiomycota, Fungi.
Nazwę polską podał Władysław Wojewoda w 1999 r. Niektóre synonimy naukowe:
- Tricholoma pessundatum var. populinum (J.E. Lange) Pilát 1961
- Tricholoma pessundatum var. populinum (J.E. Lange) Pilát 1959[3].

## Morfologia
Kapelusz
Średnicy 6–12 cm, barwy czerwonobrązowawej, w stanie wilgotnym śliski.
Blaszki
Barwy białawej, potem lekko brązowiejące.
Trzon
U młodych owocników białawy, potem brązowawy (szczególnie u nasady).
Miąższ
O zapachu mącznym, smaku łagodnym (na starość lekko gorzkim).
Gatunki podobne
- Gąska białobrązowa (Tricholoma albobrunneum), rosnąca w lasach iglastych. Trująca.
- Gąska kroplistobrzega (Tricholoma pessundatum), rosnąca w lasach iglastych. Trująca.
- Gąska bukowa (Tricholoma ustale), o wyraźnie gorzkim smaku. Niejadalna.

## Występowanie i siedlisko
Występuje w Ameryce Północnej i Europie. W Polsce gatunek rzadki. Znajduje się na Czerwonej liście roślin i grzybów Polski. Ma status V – narażony na wymarcie. Znajduje się na listach gatunków zagrożonych także w Danii i Wielkiej Brytanii.
Grzyb ten owocuje od października do listopada, pod topolami (nigdy w lasach), często w kępkach.

## Znaczenie
Grzyb mykoryzowy. Grzyb jadalny.